# Одстрел
Одстрел (енг. Burn Notice) је америчка телевизијска серија чији је аутор Мет Никс. Главни глумци серије су Џефри Донован, Габријела Анвар, Брус Кембел, Шерон Глес, а од почетка четврте сезоне и Коби Бел. Серија је премијерно емитована у периоду од 28. јуна 2007. до 12. септембра 2013 на каналу USA Network.

## Радња
Наслов серије се односи на одстрел који издају обавештајне службе како би дискредитовале или најавиле смену агената или извора за које се сматра да су постали непоуздани. Када су шпијуни отписани, њихова веза са шпијунском организацијом се прекида, остављајући их без приступа новцу или утицаја. Према говору из уводне шпице, отписани шпијун нема радног искуства, нема новца, нема подршку колега — у суштини, нема идентитет. Серија често користи нарацију у другом лицу помоћу које наратор, тајни оперативац Мајкл Вестен, на неки начин саветује младе агенте.
Након што је усред операције у Нигерији сазнао да је отписан и након што је био отет и претучен, Вестен спас проналази у свом родном граду Мајамију. Прва особа која му пружа помоћ је његова бивша девојка, Фиона Гленан. Сви његови контакти из обавештајне службе су га напустили и налази се под сталним надзором, а сва његова имовина и рачуни су замрзнути. Након бројних неуспешних покушаја да контактира свог руководиоца у америчкој влади, Мајкл долази до закључка да је неко веома моћан одговоран за његов одстрел. Ако напусти Мајами, Мајкл ће бити прогоњен и одведен у притвор, а ако остане, биће релативно слободан и имаће веће шансе да преживи. Желећи да сазна разлог и идентитет особе која је одговорна за његов одстрел, Мајкл постаје нелиценцирани приватни истражитељ за обичне грађане, а новац који притом заради користи да финансира свој случај.
Мајкл позива свог старог пријатеља Сема Екса да му помогне, док им се Фиона накнадно придружује. Уз повремену помоћ, а понекад и сметње његове мајке Меделин, Мајкл се бори са гомилом криминалаца као што су: мафијаши, чланови банде, преваранти, убице, силоватељи, отмичари и дилери дроге. У исто време, Мајкл мора да прати траг који га води до људи који су одговорни за његов одстрел.
Серија спаја две приче: прва прича обухвата целокупну серију која се бави тиме како је Мајкл отписан, док друга прича обухвата поједине епизоде које се фокусирају на случајеве које Мајкл решава за своје клијенте.

## Улоге и ликови
- Џефри Донован као Мајкл Вестен: Некадашњи припадник америчких војних ренџера и тренутни ЦИА агент који је отписан (идентификован као непоуздан или опасан агент), сада се налази у свом родном граду, Мајамију, којег не сме напустити. Током потраге за одговорима о томе ко га је и зашто отписао, Мајкл је присиљен да живи од свог знања и било каквих истражних послова које може пронаћи јер му је сва имовина замрзнута. Врло вешт и веома паметан, он често импровизује са електронским уређајима и често користи обичне предмете на веома необичне начине како би одрадио свој посао. Поседује два црна појаса, или како је рекао у једној епизоди, „тридесет година каратеа” и невероватну способност да присвоји тајне идентитете, говорећи са бројним регионалним дијалектима и међународним акцентима. Он верује да му је његово несрећно детињство, узроковано због насилног оца, помогло да постане тајни оперативац и да му је отежало успостављање блиских односа. Он има млађег брата, Нејта (Сет Петерсон), који се појавио у неколико епизода пре него што га је снапјеприста убио у шестој сезони. Мајкл себе представља као циника, али повремено открива мекану, а понекад и рањиву страну. Омиљена храна му је јогурт, који се налази или је поједен од стране барем једног од ликова у свакој епизоди. Он је у романтичној вези са Фионом. На крају серије, он и Фиона одлазе да живе у Ирску и брину се о Чарлију (Нејтовом сину).

- Габријела Анвар као Фиона Гленан: Бивши ИРА оперативац и Вестенова бивша девојка. Након Мајкловог повратка у Мајами, Фиона се враћа у његов живот и одлучује да остане са њим, а ускоро му постаје и веома корисна. Осим што служи као његово ватрено оружје и стручњак са експлозиве, она му пружа подршку на његовим истрагама, и с времена на време му помаже да пронађе онога ко је одговоран за његов одстрел. У пилот епизоди, она говори ирским акцентом. У другој епизоди, Фиона почиње да прича америчким акцентом и мења свој стил облачења како би се удаљила од своје прошлости и показала да је способна да се прилагоди у свакој ситуацији. Она је веома слична Мајклу и може да му парира на много начина, како интелектуално тако и тактички. Аутор серије, Мет Никс, је на питање о односу Мајкла и Фионе изјавио:[3]

| „ | „Ствар о односу са Фионом је... Они су двоје људи који стварно немају никога другог са ким би могли бити. Било ко други би се плашио онога што Мајкл ради, а то је нешто што њу узбуђује, и било ко други не би био интересантан Мајклу. Она му се свиђа, али део који разоткривамо током прве сезоне је да су стварно заљубљени једни у другог, али да ипак постоји разлог зашто су раскинули. Она је невероватно каотична особа која обожава неред... Насиље је предигра за њу.” | ” |

Када је Мајкл у питању, Фиона није у потпуности спремна да дигне руке од њихове прошле везе, која и даље наставља да се одвија. У другом делу треће сезоне, показано је да су њих двоје спремни да обнове своју везу. На почетку пете сезоне, њих двоје се заједно усељују, али тензија у њиховој романтичној вези се не мења. Међутим, она је оптужена за бомбашке нападе на британски конзулат након што ју је антагониста Ансон Фулертон натерао да призна злочин који није починила. Ансон користи ову предност над Мајклом и приморава га да ради за њега. Како би скинула ту предност, Фиона се на крају предаје и бива ухапшена од стране ФБИ-а док Мајкл гледа беспомоћно.
- Брус Кембел као Сем Екс: стари, полу-пензионисани тајни оперативац и бивши припадник америчких фока, Сем већину свог времена проводи спавајући са богатим, старијим женама из Мајамија у замену за храну и склониште. Он и Вестен су стари пријатељи. Сем је такође и Вестенов последњи, слаби контакт у званичној шпијунској заједници. Он се представља као „човек који зна човека” и Мајкл се често ослања на Семов наизглед неисцрпан списак контаката. Сем се често током посла представља псеудонимом Чарлс (или Чак) Финли. У првој епизоди је приказано да је он и доушник ФБИ-ја који је присиљен да извештава о Вестену. Знајући то, Вестен је у могућности да користи Сема као двоструког агента и тако шаље лажне информације ФБИ-ју. Неколико година раније, Сем је спречио Фиону да прода велику количину оружја либијском трговцу оружја, што је Фиону коштало велике зараде. Као резултат тога, Фиона је на почетку врло непријатељски расположена према њему, али су њих двоје на крају постали врло антагонистички пријатељи. Сем је повремено пита за савете око његових веза са женама, а Мајкл је рекао да њих двоје чине добар тим.

- Серон Глес као Меделин Вестен: Мајклова мајка, „Меди”, је пензионерка и зависник од никотина. Иако покушава да задржи осећај самоважности, она је породична жена и у потпуности подржава и помаже обојици својих синова када им је то потребно. Средином треће сезоне, размишљала је да оде из Мајамија, али је остала јер је схватила колико је значајна за Мајклов посао. Све донедавно, ретко је комуницирала са Мајклом, уз напомену у пилот епизоди да је Мајкл пропустио очеву сахрану „за осам година”. Током првих неколико сезона, Мајкл не ужива у њеном друштву, али постепено почиње да цени њену снагу и љубав. Њени апели за помоћ су Мајклова велика слабост, и она има способност да га натера да ради оно што она жели.

- Коби Бел као Џеси Портер: контраобавештајни стручњак кога је Мајкл несвесно отписао када је отишао у потрагу за поверљивим документима о терористи о коме је Џеси имао информације. Џеси се обраћа Мајклу за помоћ, надајући се да ће наћи и убити људе који су одговорни за његов одстрел, и након неког времена постаје и део Мајкловог тима. Након што је сазнао да је Мајкл одговаран за његов одстрел, Џеси размиља да убије Мајкла али је уместо тога одлучио да настави да ради са екипом, и након неког времена се помирује са Мајклом. На крају је поново враћен на посао контраобавјештајца, али убрзо отркива да више не може да толерише бирократију владиних послова и запошљава се у приватној безбедносној фирми док и даље остаје битан део Мајкловог тима.

## Епизоде

### Прва сезона
Прва сезона, која се састоји од 12 епизода, прати Мајклову потрагу за човеком који га је отписао. Ова сезона такође представља главне ликове: Фиону, Мајклову бившу девојку, Сема, бившу америчку фоку и Мајкловог најбољег пријатеља и Меделин, Мајклову хипохондричну мајку. У сезони се често појављују агенти Харис и Лејн (Марк Маколи и Брендон Морис), два ФБИ агента која су послата да прате Мајкла. Њих је на крају заменио агент Џејсон Блај (Алекс Картер), који је после скинут са Мајкловог случаја. На крају сезоне, Мајкл открива идентитет човека који је издао његов одстрел, Филип Кауен (Ричард Шиф), али је Филип убијен пре него што је Мајкл могао да сазна нешто више о свом одстрелу. Мајкла касније контактира непозната жена, чиме се сезона и завршава.

### Друга сезона
Друга сезона, која се састоји од 16 епизода, приказује кроз шта је све Мајкл морао да прође како би сазнао нешто више о свом новом „надређеном” кога користи како би дошао до људи који су га отписали. Сезона почиње са Мајкловим упознавањем Карле (Триша Хелфер), жене која га је контактирала на крају прошле сезоне. Мајкл са њом започиње професионалну везу током које обавља неколико задатака. Упркос Фонином и Семовом протестовању, Мајкл је принуђен да обавља Карлине задатке јер је Карла показала колико је моћна тако што је већ пар пута провалила у Меделинину кућу и средила је да Нејт буде ухапшен. У међувремену, Меделин је све ближе да сазна о Мајкловом тајном животу. Док је покушавао да открије Карлине планове, Мајкл је замало и настрадао након што је његов стан дигнут у ваздух. Мајкл на крају сазнаје да је Виктор Стекер-Епс (Мајкл Шенкс) покушао да га убије. Мајкл заробљава Виктора и сазнаје да је један од послова који је обавио за Карлу било и убиство Викторове породице и да Виктор има довољно доказа против Карле које може да искористи као предност над њом. На крају сезоне, Карла убија Виктора и спремна је да дигне у ваздух његов брод на коме се налази Мајкл. Фиона убија Карлу, а Мајкл упознаје „Управника” (Џон Махони), вођу професионалног синдиката тајних опарација. Након што је Управнику рекао да жели да изађе из свега, Мајкл искаче из хеликоптера у океан, чиме ефикасно окончава њихову везu као и „заштиту” коју је Управник тајно пружао Мајклу.

### Трећа сезона
Трећа сезона, која се састоји од 16 епизода, приказује Мајкла у свом задатку да смакне свој одстрел. Сезона започиње тамо где се прошла завршила: Мајкл плива натраг до Мајамија, где се сусреће са Мишел Пексон (Мун Бладгуд), Мајамијском полицијском детективком која намерава да уништи Мајкла. Након што успева да је увери да му се склони са пута, Мајклу прилази Том Стриклер (Бен Шенкман), агент за шпијуне. Стриклер тврди да може да смакне Мајклов одстрел, али по великој цени. Мајкл на крају мора да убије Стриклера како би спасио Фионин живот. У међувремену, Мајкл упознаје Дијега Гарзу (Ото Санчез), ЦИА агента који Мајклу даје информације о његовом одстрелу. Међутим, након Стриклерове смрти, Гарза је убијен, и Мајкл се опет налази на почетку. Нешто касније, Мајкл се суочава са Мејсоном Гилројом (Крис Венс), плаћеником и психопатом који је некада радио за Стриклера, након чега Мејсон признаје да је убио Гарзу. Гилрој тражи да му Мајкл помогне око једног посла, а Мајкл, који није хтео да допусти да се Гилрој извуче, прихвата понуду. Мајкл открива да Гилрој покушава да избави опасног затвореника из затвора. Након што је Гилрој убијен, Мајкл открива да је затвореник кога је Гилрој покушао да избави, Сајмон Есер (Гарет Дилахант), човек који је починио злочине за које се Мајкл терети. У последњим сценама сезоне, Мајкл је ухапшен и одведен у тајанствену собу.

### Четврта сезона
Четврта сезона, која се састоји од 18 епизода, прати Мајкла како поново почиње да ради за људе који су га отписали. Као и код већине других сезона, четврта сезона почиње након догађаја из претходне сезоне. Мајкла, и даље затвореног, посећује Вон (Роберт Виздом), високо позиционирани члан Управе. Он је Мајклов нови надређени који му доноси различите послове у којима чак и сам учествује. Током догађаја у сезони, Мајкл несвесно отписује једног шпијуна: Џесија Портера (Коби Бел), контраобавештајног оперативца. Мајкл на крају проналази њихову заједничку мету, телекомуникацијског магната по имену Џон Барет (Роберт Патрик). Након што је намамио Барета у Мајами, Мајкл открива да шифрована Библија садржи комплетну листу људи који су га отписали. Џеси убрзо сазнаје да је Мајкл одговоран за његов одстрел, што доводи до њиховог раскола. Недуго након тога, Мајкл је присиљен да убије Барета како би се спасао и приликом тога губи Библију. На крају, Сем и Џеси успевају да поврате листу и одлучују да листу предају Марву (Ричард Кајнд), старом Џесијевом шефу. Међутим, Марва убија Тајлер Бренен (Џеј Карнс), један од Мајклових старих непријатеља. Након што је дошао до листе, Бренен позива још једног од Мајклових старих непријатеља, „мртвог” Лерија Сајзмора (Тим Метисон), како би му помогао у потрази за особама са листе. Уместо тога, Лери убија Бренена, што наговештава да је Мајкл издао Вона. Вон се враћа у Мајами како би убио Мајкла, Фиону и Џесија. Међутим, Сем и Меделин успевају да пронађу сенатора Била Каулија(Џон Доман). Мајкл је на крају одведен у Вашингтон где се среће са непознатим човеком (Дилан Бејкер) који му говори: „Добродошао назад.”

### Пета сезона
Пета сезона, која се састоји од 18 епизода, почиње шест месеци након што се Мајкл поново успешно придружио ЦИА-и као консултат. Човек из последње сцене четврте сезоне је идентификован као Реинс, а заједно са Максом (Грант Шоу), Мајкл почиње да лови и хапси све људе са Сајмонове листе агената Управе. Међутим, док лове последњег човека са листе, Мајкл и Макс се затичу у ћорсокаку када сазнају да је он убијен. Ово оставља многе мистерије нерешене, можда чак и заувек, при чему ове „недоследности” још увек обузимају Мајкла.
Мајкл наставља да ради за Макса све до његовог убиства, за које је оптужен Мајкл. Мајкл почиње да лови правог убицу а истовремено избегава било какве сумње од Дани Пирс (Лорен Стамил), Максове замене. Након што је очистио своје име са Максовог убиства тако што је натерао правог убицу да призна злочин, Мајкл се коначно среће лицем у лице са човеком који стоји иза још увек активног синдиката Управе : Ансоном Фулертоном (Џер Бернс), који уцењује Фиону како би навео Мајкла да ради што он жели. Након што су Мајкл и његов тим више пута присиљени да почине злочине и изврше све опасније мисије које им је задао Ансон, Фиона се сама предаје, чиме оставља Мајкла да слободно лови Ансона.

### Шеста сезона
Шеста сезона, која се састоји од 18 епизода, започиње са Фиониним хапшењем. Мајкл ради послове за ЦИА-иног агента који га је тренирао, Тома Карда (Џон К. Макгинли), како би добио дозволе да посети Фиону, и да је на крају и ослободи. Такође, Мајкл ради и са Пирсом, покушавајући да улови Ансона. Уз Нејтову помоћ, тим напокон успева да улови Ансона, али нешто након што је ЦИА дошла, непознати пуцањ са невиђене локације убија обојицу, и Ансона и Нејта. Фиона је пуштена из затвора и помаже Мајклу да пронађе човека који му је убио брата. Они на крају сазнају да је име убице Тајлер Греј. Убрзо одлазе на тајну операцију у Панами како би га уловили. Међутим, када га је Мајкл напокон уловио,Греј открива да је цела операција лажна: Кард је унајмио Греја да убије Ансона, и испланирао је како да убије Мајкла и његов тим. Они беже из Панаме, а Мајкл се убзо суочава са Кардом и убија га, што је све чланове његовог тима, укључујући и Меди, претворило у мете ЦИА-ине јединице под вођством Оливије Рајли (Соња Сон). Они размишљају о бекству из земље, али, док покушавају да дођу до предности над Оливијом, они откривају да је она радила са нарко картелом како би се решила Мајкла. Мајкл долази у контакт са Блајом који му помаже да пронађе доказе о Оливијиној издаји, али њихова мисија се завршава неуспешно и Блај бива убијен. Док се налазе на броду на који пуца Обалска стража, Мајкл изнуђује признање од Рајлијеве. Сем, Фиона, Џеси и Меделин проводе месец дана у затвору, и убрзо након што су ослобођени, они откривају да је Мајкл опет „склопио договор” у замену да његова породица и пријатељи буду ослобођени од доживотне робије. Фиона се осећа изданом и подсећа Мајкла да је обећао да ће њих двоје бити заједно када се све ово заврши. Она се удаљава од њега и говори му да је остави на миру.

### Седма сезона
Седма и последња сезона, која се састоји од 13 епизода, започиње тако што Мајкл добија задатак од Ендруа Стронга (Џек Колман), високо-позиционираног функционера ЦИА-е са којим је склопио договор о пуштању његовог тима и мајке из затвора. Стронг је склопио договор јер верује да је Мајкл једини коме може да повери опасну мисију која се ради о заустављању једног Американца по имену Рендал Бурк (Адријан Пасдар) за кога се верује да води плаћеничке терористичке операције. Фиона је почела да ради на новом послу са својим новим дечком који је ловац на главе. Сем и Џеси настављају да помажу Мајклу упркос наметањима на њихове личне и професионалне животе. У међувремену, Меди покушава да добије старатељство над Нејтовим сином, Чарлијем, и тако га држи подаље од дома за незбринуту децу. Временом се испоставља да је Бурк део веће организације. Бурк се жртвује како би помогао Мајклу да спаси Соњу (Алона Тал), жену за коју Бурк сматра да је кључ свега. Мајкл и његов тим почињу да раде са Соњом како би доспели што дубље у њену организацију. Мајкл упознаје Џејмса (Џон Пајпер-Фергусон), човека који вуче конце Соњи И Бурку, и након што је прошао неколико тешких тестова, Мајкл је примљен у Џејмсову „породицу”. Мајкл убрзо сазнаје да Џејмс користи екстремне методе како би дошао до мира и правде у свету. Како би заштитио Фиону, Мајкл је морао да убије Соњу. Убрзо након тога, Џејмс шаље људе да убију Меди, Чарлија И Џесија. Меди се жртвује како би их заштитила. Надајући се да ће да убије Мајкла и Фиону, Џејмс диже своју зграду у ваздух . Мајкл и Фиона успевају да побегну, али одлучују да лажирају своју смрт како би се заштитили. Стронг ослобађа Сема и Џесија, и објављује да ће Мајкл добити своју звезду на меморијалном зиду ЦИА-е. Док Сем и Џеси настављају да помажу онима којима је помоћ потребна, Мајкл и Фиона су се скућили у малом граду у Ирској где одгајају Чарлија као свог сина. На крају серије, Мајкл пита Фиону шта треба да каже Чарлију када одрасте, а Фиона му одговара да би требало да му каже истину, али Мајкл не зна одакле би почео, на ста му Фиона одговара да треба да почне од самог почетка, почевши са: „Моје име је Мајкл Вестен. Некада сам био шпијн”.

## Филм и романи
Одстрел: Пад Сема Екса је филмски преднаставак који се фокусира на живот Сема Екса пре догађаја из Одстрела. Филм је премијерно емитован у САД 17. априла 2011. године. Филм говори о Семовим последњим данима у америчким фокама, што је довело до његовог пензионисања у Мајамију и служи као увод у пету сезону Одстрела. Џефри Донован је режирао филм и имао је малу улогу у њему.
Од 2008. до 2011. године, Нова америчка библиотека је издавала серију новела о Одстрелу под њиховим брендом Обсидиан:
| Наслов       | Аутор        | ISBN          | Датум издавања  |
| ------------ | ------------ | ------------- | --------------- |
| The Fix      | Тод Голдберг | 0-451-22554-6 | 5. август2008.  |
| The End Game | Тод Голдберг | 0-451-22676-3 | 5. мај 2009.    |
| The Giveaway | Тод Голдберг | 0-451-22979-7 | 6. јул 2010.    |
| The Reformed | Тод Голдберг | 0-451-23200-3 | 4. јануар 2011. |
| The Bad Beat | Тод Голдберг | 0-451-23409-X | 5. јул 2011.    |

## Продукција
Серија је снимљана на локацијама у и око Мајамија. Серија је имала трајно саграђени сет у бившем Коконат Гров Конвеншн центру у Мајамијевом Коконат Гров комшилуку где је већина серије снимљена. Августа 2012. комисија града Мајамија и продуценти Одстрела су постигли договор о допуштању снимања Одстрела на Конвеншн центру за још једну годину, допуштајући продукцију седме сезоне по знатно већој цени изнајмљивања. Филмски сет је срушен 30. августа 2013.
Мајклов стан је првобитно био на локацији: 25°46'44"С 80°12'25"З.
Меделинина куца је првобитно била на локацији: 947 NW North River Dr. Miami, FL 33136.

## Рецепција
Серија је добила генерално позитивне рецензије. Критике су похвалиле живахну и духовиту природу серије, сажете дијалоге и комбинацију шпијунске и криминалистичке драме која је представљена на шармантан начин. Донован је такође похваљен за свој приказ главног лика. Одстрел је такође похваљен због својих пратећих чланова, јефтине продукције, интригантних нарација и хумора.

## Награде и признања
2011 године, Дејвид Реинс, Скот Клементс и Шери Клеин су били номиновани за изванредно мешање звука за комедију или драмску серију за „Ласт Станд” на 63. Еми прајмтајм наградама. Пилот епизода, коју је написао Мет Никс, је 2008. године освојила награду Едгар Алан По у категорији „Најбоља телевизијска епизода”. Дејвид Реинс, Скот Клементс и Шери Клеин били су номиновани и за изванредно мешање звука за комедију или драмску серију на 60. Еми прајмтајм наградама 2008. године. Композитор Џон Диксон је 2008. и 2009. године освојио АСЦАП награду за филм и телевизију у категорији „Топ ТВ серија”. Крег С. О’Нил и Џејсон Трејси су 2009 били номинирани за Writers Guild of America, у категорији „Драмска епизода” (епизода „Double Booked”). У 2010. серија је добила своју прву номинацију за награду Емi, када је глумица Шерон Глес била номинована за „најбољу споредну глумицу у драми”. Одстрел је такође био номиниран и за омиљену ТВ обсесију на 37. наградама публике.

## ДВД издања
Фокс је издао свих седам сезона серије Одстрел на ДВД-у у Регији 1. Филм Одстрел: Пад Сема Екса је објаљен на ДВД-у и Блу-реј-у.
| Име ДВД-а        | Ep. # | Datum izdavanja    | Dodatne informacije |
| ---------------- | ----- | ------------------ | --- |
| Прва сезона      | 12    | 17. јун 2008.      | - Аудио коментари - Грешке на снимању - Снимци са аудиције - Монтажа ликова - Girls Gone Burn Notice монтажа - Монтажа акционих сцена                                                    |
| Друга сезона     | 16    | 16. јун 2009.      | - Аудио коментари - Грешке са снимања - Обрисане сцене - Иза сцене |
| Трећа сезона     | 16    | 1. јун 2010.       | - О каскадерима Одстрела - стрип-конвенција у Сан Дијегу 2009. године |
| Четврта сезона   | 18    | 7. јун 2011.       | - Акробације у Одстрелу - Одстрел исмева Кримилце у оделима - Кримилци у оделима исмевају Одстрел - Сем Ексов водич за даме - Ривалство сценариста - Криминалци у оделима pilot епизода  |
| Пад Сема Екса    | Film  | 26. јун 2011.      | - Преднаставак чија је радња смештена две године пре прве сезоне Одстрела - Продужена верзија која није никада пуштана на ТВ-у - Пад Џефрија Донована - Аудио коментари - Обрисане сцене |
| Пета сезона      | 18    | 5. јун 2012.       | - продужена верзија епизоде Армија од једног човека - Обрисане сцене - Грешке са снимања - Коментари на епизоду Неисправан режим                                                         |
| Шеста сезона     | 18    | 11. јн 2013.       | - Обрисане сцене - Коментари на епизоду Ударни Талас - Грешке са снимања - Исмевање Мет Никса                                                                                            |
| Седма сезона     | 13    | 17. децембар 2013. | - Обрисане сцене - Коментари на епизоду Не заборави ме - Грешке са снимања - Последња мисија: Завршавање серије                                                                          |
| Комплетна серија | 111   | 17. децембар 2013. | Садржи свих 7 сезона и све додатке са појединачних ДВД-а |